# لكمة الصوفي (يريم)

تعديل مصدري - تعديل

لكمة الصوفي هي إحدى قرى عزلة بني مسلم بمديرية يريم التابعة لمحافظة إب، بلغ تعداد سكانها 991 نسمة حسب تعداد اليمن لعام 2004.